# Felsőlakos
 Felsőlakos (korábban Felső-Lendvalakos, szlovénül: Gornji Lakoš, vendül Gorenji Lakoš) falu Szlovéniában a Muravidéken. Közigazgatásilag Lendva községhez tartozik.

## Fekvése
Lendvától 4 km-re délnyugatra a Lendva-Muraszombat út melletta Lendvába igyekvő Csernec patak és a Mura között fekszik.

## Története
Alsó- és Felsőlakos a 14. századtól a 18. századig az alsólendvai uradalom részeként egy falu volt. A 14. század elején az alsólendvai uradalom a Buzád-Hahold-nemzetség birtoka volt, akiktől a Németújváriak erőszakkal foglalták el. Tőlük a királyi hatalom szerezte vissza és 1323-ban az alsólendvai Bánffy családból való alsó-lendvai Bánffy Miklósnak adta birtokba. 1644-ig a család kihalásáig volt a Bánffyak birtoka. Ezután a Nádasdy család birtoka lett. 1690- ben Eszterházy nádor több más valaha Bánffy-birtokkal együtt megvásárolta. Ezután végig a család birtoka maradt.
Fényes Elek szerint "Lakos (Felső), magyar falu, Zala vmegyében, 283 kath. lak. F. u. h. Eszterházy."
1910-ben 619, túlnyomórészt magyar lakosa volt.
Közigazgatásilag Zala vármegye Alsólendvai járásának része volt. 1919-ben a Szerb–Horvát–Szlovén Királysághoz csatolták, ami tíz évvel később vette fel a Jugoszlávia nevet. 1941-ben a Muramentét a magyar hadsereg visszafoglalta és 1945-ig ismét Magyarország része volt, majd a második világháború befejezése után végleg jugoszláv kézbe került. 1991 óta a független Szlovén Köztársaság része. 2002-ben 438 lakosa volt.

## Nevezetességei
- Szent István tiszteletére szentelt kápolnája a 20. század első felében épült neogótikus stílusban.
- Római kori település maradványai.